# Kościół Świętej Rodziny w Trześni
Kościół Świętej Rodziny – zabytkowy rzymskokatolicki kościół, znajdujący się w Trześni, w województwie podkarpackim, w powiecie tarnobrzeskim, w gminie Gorzyce.
Budynek, cmentarz oraz ogrodzenie z 4 kaplicami w narożach zostały wpisane do rejestru zabytków nieruchomych województwa podkarpackiego.

## Historia
Kościół wybudowany został w latach 1893–1899, według projektu Jana Sas-Zubrzyckiego pod kierownictwem proboszcza ks. Józefa Witkowskiego. Kościół poświęcono 11 czerwca 1902 roku. Powódź w 2010 roku uszkodziła budynek kościelny, cztery kapliczki w ogrodzeniu oraz wyposażenie.

## Architektura
Budynek jest neogotycki, wybudowany w stylu przejściowym, murowany, otynkowany, bazylikowy, na planie krzyża łacińskiego, z transeptem, trójnawowy. Budowla nakryta jest sklepieniami kolebkowo-krzyżowymi z gurtami.
W trzykondygnacyjnej wieży w fasadzie wybudowanej na rzucie kwadratu wkomponowany jest kamienny portal. Na przedłużeniu nawy prawej znajduje się dwuprzęsłowa kaplica, a lewej zakrystia z przedsionkiem. 

## Wystrój i wyposażenie
Wyposażenie neogotyckie powstało na przełomie XIX i XX wieku. 
- ołtarz wielki i balustrada według projektu Sas-Zubrzyckiego[6];
- ołtarze boczne;
- chrzcielnica;
- ambona według projektu Sas-Zubrzycki[6];
- 34 witraże z nazwiskami fundatorów[3];
- rzeźba drewniana, polichromowana, Chrystusa umęczonego w typie Vir Dolorum z XVII wieku[3].

## Otoczenie
W skład zabytkowego zespołu wchodzi ogrodzenie z czterema kapliczkami z końca XIX wieku.